# Charles (revue)
Pour les articles homonymes, voir Charles.
Charles est une revue française, créée en 2012 par le journaliste Arnaud Viviant.

## Lancement
Charles est fondé en 2012 par Arnaud Viviant, sur le modèle de George ; la revue tire son nom de Charles de Gaulle. Son premier numéro paraît en mars 2012.

## Description
C'est un trimestriel. Il était édité entre 2012 et 2018 par les éditions La Tengo.
Il y est essentiellement question « des lieux et des formes de la politique », traités de façon « non engagée ».
Chaque numéro comporte un entretien avec une personnalité — comme Michel Houellebecq (évoquant ses années au service Informatique de l'Assemblée nationale), Christine Boutin, François Hollande, Pierre Sidos ou Madeleine de Jessey. Il comprend aussi « des textes d'écrivains, des portraits de jeunes pousses politiques, des bandes dessinées, de la politique fiction ».
Diffusée en 2014 à 5 000 exemplaires, la revue est surtout diffusée « à l'Assemblée et dans les ministères ».
Arnaud Viviant est le rédacteur en chef depuis l'origine. La rédaction était dirigée de 2012 à 2018 par Alexandre Chabert et Frédéric Houdaille.

## Disparition et relance
En juillet 2018, les éditions La Tengo annoncent la suspension de la revue dont la diffusion est limitée à 2 000 exemplaires et qui connait des difficultés financières.
La revue est finalement rachetée par Arnaud Viviant, qui en reste rédacteur en chef, associé à l'ancien secrétaire d’État et ancien député Thomas Thévenoud et à Henri J. Nijdam, patron du Nouvel économiste. Elle reparaît à partir du mois de mai 2019.